# Судзукі Кадзуніро
Кадзуніро Судзукі (яп. 鈴木 和裕, нар. 16 листопада 1976, Токіо) — японський футболіст, що грав на позиції захисника.
Виступав за клуби «ДЖЕФ Юнайтед», «Кіото Санга» та «Міто Холліхок», а також молодіжну збірну Японії.

## Клубна кар'єра
У дорослому футболі дебютував 1995 року виступами за команду клубу «ДЖЕФ Юнайтед», в якій провів шість сезонів, взявши участь у 104 матчах чемпіонату.  Більшість часу, проведеного у складі «ДЖЕФ Юнайтед», був основним гравцем захисту команди.
Своєю грою за цю команду привернув увагу представників тренерського штабу клубу «Кіото Санга», до складу якого приєднався 2001 року. Відіграв за команду з Кіото наступні шість сезонів своєї ігрової кар'єри. Граючи у складі «Кіото Санга» також здебільшого виходив на поле в основному складі команди.
2007 року перейшов до клубу «Міто Холліхок», за який відіграв три сезони. Тренерським штабом нового клубу також розглядався як гравець «основи». Завершив професійну кар'єру футболіста виступами за команду «Міто Холліхок» у 2009 році.

## Виступи за збірну
1995 року залучався до складу молодіжної збірної Японії. У її складі був учасником молодіжного чемпіонату світу 1995 року.

## Титули і досягнення
- Володар Кубка Імператора (1):

«Кіото Санґа»: 2002